# نورت لیندن‌هرست (نیویورک)
نورت لیندن‌هرست (به انگلیسی: North Lindenhurst) یک منطقهٔ مسکونی در ایالات متحده آمریکا است که در شهرستان سافک، نیویورک واقع شده‌است. نورت لیندن‌هرست ۴٫۹ کیلومتر مربع مساحت و ۱۱٬۶۵۲ نفر جمعیت دارد و ۱۳ متر بالاتر از سطح دریا واقع شده‌است.